# Livets storme
Livets storme è un cortometraggio muto del 1910 diretto da August Blom. Il film segna l'esordio cinematografico di quella che sarebbe diventata una delle più grandi attrice del cinema muto, Asta Nielsen.

## Produzione
Il film fu prodotto dalla Norsisk Films Kompagni.

## Distribuzione
Il film uscì nelle sale cinematografiche danesi nel 1910 distribuito dalla Nordisk Films Kompagni. Per la distribuzione internazionale, venne utilizzato in titolo inglese Storms of Life.
È considerato un film perduto.